# Mogens Glistrup
Mogens Glistrup (Rønne, 28 maggio 1926 – Virum, 1º luglio 2008) è stato un politico danese Ha fondato il Partito del progresso ed è stato due volte membro del Folketing (1973-1983 e 1987-1990). La sua immunità parlamentare è stata revocata in tutto sei volte a causa di condanne penali per frode fiscale e razzismo..

## Biografia
Dal 1956 al 1963 Glistrup è stato professore associato di diritto tributario all'Università di Copenaghen e, dopo aver lasciato l'università, è diventato proprietario di uno dei principali studi legali danesi. Alla televisione nazionale nel 1971, l'ultimo giorno per l'invio della dichiarazione dei redditi, ha elogiato i frodatori di tasse come i "combattenti per la libertà del nostro tempo" e ha mostrato la propria carta d'imposta con un'aliquota fiscale pari a zero. La sua apparizione televisiva scatenò un oltraggio e il ministro delle finanze Poul Møller presentò una denuncia a Danmarks Radio, affermando che avrebbero dovuto piuttosto presentare informazioni concrete sulla compilazione della dichiarazione dei redditi. Il governo ha proceduto affinché le autorità di polizia e fiscali iniziassero un'indagine sulle finanze di Glistrup.
Il 22 agosto 1972, Glistrup fondò il Partito del progresso, e alle elezioni del 1973 il partito ottenne 28 seggi su 179, diventando così il secondo partito più grande in parlamento.
Glistrup descrisse l'imposta sul reddito come un residuo della stagnante società agricola del passato e ha voluto rimuovere l'imposta sul reddito in un periodo di sette anni aumentando gradualmente la soglia fiscale. Aveva un senso dell'umorismo unico, il cui esempio più famoso era il suo suggerimento di sostituire il Ministero della Difesa e il Ministero degli Affari Esteri con una segreteria telefonica che diceva in russo che la Danimarca si arrendeva.
Per l'inchiesta sulle condizioni economiche di Glistrup, l'avvocato fu condannato dalla corte suprema a tre anni di prigione e una multa di 1.000.000 di DKK e il parlamento non lo riteneva idoneo a farne parte. Il caso contro di lui è stato complicato e ha coinvolto una vasta rete di aziende che si sono trasferite solo denaro l'una all'altra.
Dopo aver scontato la pena, Glistrup fu rieletto in parlamento nel 1987, ma non riuscì a riconquistare la leadership del partito di Pia Kjærsgaard, e fu espulso dal partito nel 1991. Fu riammesso nel 1999, in risposta all'intero gruppo parlamentare, protestarono contro le dichiarazioni razziste e anti-musulmane fatte da Glistrup e formarono un nuovo gruppo parlamentare chiamato Libertà 2000.
Morì il 1 ° luglio 2008, all'età di 82 anni.
| Controllo di autorità | VIAF (EN) 37723496 · ISNI (EN) 0000 0000 5690 0017 · LCCN (EN) n79042063 · GND (DE) 119300095 |